# Aphaniosoma semiconsors
Aphaniosoma semiconsors är en tvåvingeart som beskrevs av Leander Czerny 1927. Aphaniosoma semiconsors ingår i släktet Aphaniosoma och familjen gulflugor.
Artens utbredningsområde är Österrike. Inga underarter finns listade i Catalogue of Life.